# كردوان رئيسي (كبغان)
كردوان رئيسي (بالفارسية: کردوان رئیسی) هي قرية تقع في إيران في قسم كبغان الريفي. يقدر عدد سكانها بـ 413 نسمة بحسب إحصاء 2016.